# ثورة ترانسلفانيا الفلاحية

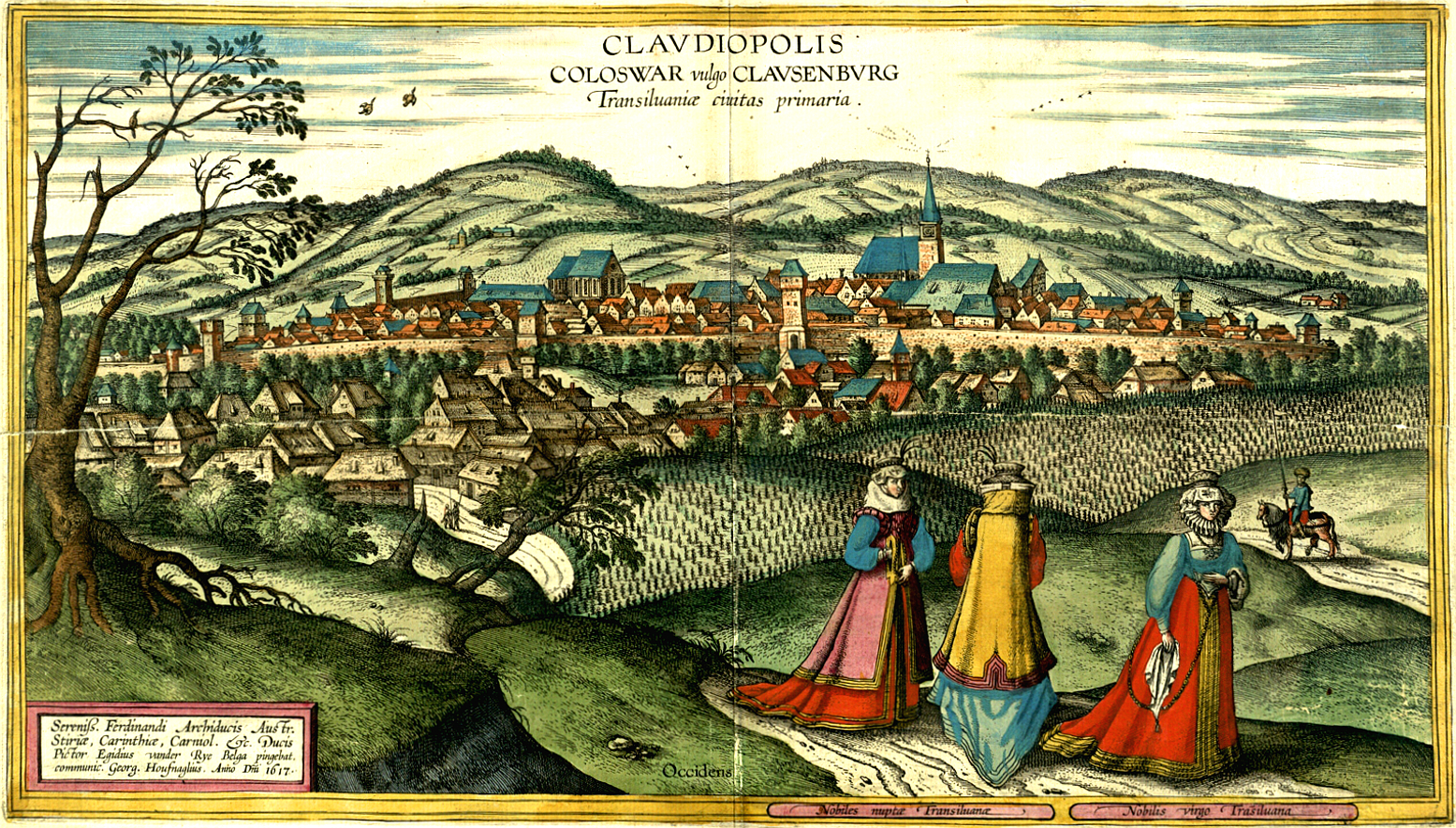
منظر القرن السابع عشر لكلوج نابوكا.

كانت ثورة ترانسلفانيا الفلاحية، المعروفة أيضًا باسم ثورة بابولنا الفلاحية أو ثورة بوبالنا، ثورةً شعبية في الأراضي الشرقية لمملكة المجر في عام 1437. اندلعت الثورة بعد فشل جورج ليبيه، أسقف ترانسلفانيا، في جمع العشور طيلة سنواتٍ بسبب التخفيض المؤقت في قيمة العملة، لكنه طالب بعد ذلك بالمبالغ المتأخرة دفعة واحدة عندما أُعيد إصدار عملات معدنية ذات قيمة أكبر. كان معظم العامة غير قادرين على دفع المبلغ المطلوب، لكن الأسقف لم يتخل عن مطالبته وطبق حظرًا كنسيًا وعقوبات كنسية أخرى لإجبارهم على الدفع.
كان فلاحو ترانسلفانيا غاضبين أساسًا بسبب زيادة الرسوم والضرائب الحكومية الحالية وإدخال ضرائب جديدة خلال العقود الأولى من القرن الخامس عشر. حاول الأسقف أيضًا جمع العشور من طبقة النبلاء الأدنى ومن الفلاشيين الأرثوذكس الذين استقروا في قطع أراضٍ هجرها الفلاحون الكاثوليك. في ربيع عام 1437، بدأ العامة من المجريين والفلاشيين والسكان الفقراء من مدينة كولوزفار (الآن كلوج نابوكا في رومانيا) والنبلاء الأقل شأنًا في التجمع على قمة جبل بابولنا الواسعة بالقرب من ألباريت (بوبالنا) حيث أقاموا معسكرًا محصنًا. جمع الأسقف وشقيقه، رولاند ليبيه نائب فويفود (أو الحاكم الملكي) ترانسلفانيا، قواتهما للقتال ضد المتمردين. سارع الفويفود أيضًا، واثنان من كونتات سيكيي والعديد من النبلاء في ترانسلفانيا إلى الجبل لمساعدتهم ضد المتمردين.
أرسل المتمردون مبعوثين إلى الفويفود لإبلاغه بشكاويهم، لكنهم احتُجزوا وأُعدموا. هاجم الفويفود معسكر المتمردين، لكن الفلاحين قاوموا بهجوم مضاد ناجح، مما أسفر عن مقتل العديد من النبلاء خلال المعركة. بدأ الأسقف وقادة النبلاء مفاوضات مع مبعوثي المتمردين، لتدارك هجوم المتمردين. عُقدت التسوية في دير كلوج ماناستور في 6 يوليو. خفضت الاتفاقية قيمة العشور إلى النصف، وألغت التسع (ضريبة النظام الإقطاعي)، وضمنت حق الفلاحين في حرية التنقل وأجازت لهم عقد اجتماع سنوي لضمان سير الاتفاقية.
أبرم النبلاء وكونتات سيكيي ومندوبي المناطق السكسونية «اتحادًا أخويًا» ضد أعدائهم في كابولنا (كبالنا). غادر الفلاحون المتمردون معسكرهم واتجهوا نحو ديس (ديج). أبرم الطرفان بعد معركةٍ بالقرب من المدينة، اتفاقية جديدة في 6 أكتوبر، رفعت الإيجار الذي يدفعه الفلاحون لملاك الأراضي. هاجم الفلاحون بعد ذلك بوقت قصير دير كلوج ماناستور واستولوا على كولوزفار وأيود. أجبرت الجيوش الموحدة التابعة لفويفود ترانسلفانيا وكونتات سيكيي ومندوبي المناطق السكسونية، المتمردين على الاستسلام في يناير 1438. أُعدم قادة التمرد وشوهت سمعة مثيري الشغب الآخرين في اجتماع ممثلي دول ترانسلفانيا الثلاث في فبراير.

## حرب الفلاحين

### إجراءات الأسقف ليبيه
طرح سيغموند لوكسمبورغ عملات فضية منخفضة القيمة للتداول في عام 1432، بهدف التصدي للأعباء المالية الناجمة عن حروب الهوسيين والحملات العسكرية ضد الإمبراطورية العثمانية. عُرفت البنسات الجديدة باسم الربعية لأنها ضمت ربع محتوى الفضة في العملة القديمة. علّق الأسقف ليبيه جمع العشور في عام 1434، لعلمه أن البنسات ذات القيمة الأعلى ستُصك مرة أخرى في غضون بضع سنوات.
طالب ليبيه بعد إصدار العملات المعدنية ذات القيمة، بضريبة العشور عن السنوات السابقة دفعة واحدة. قدّر المؤرخون أن عائلات الفلاحين كانت مطالبة بدفع من ست إلى تسع فلورينات ذهبية، على الرغم من أن متوسط نصيب الفلاحين من عملهم كان نحو 40 فلورينة فقط. كان معظم الفلاحين غير قادرين على دفع هذا المبلغ، خاصة وأنهم اضطروا أيضًا إلى دفع الضرائب الإقطاعية لأصحاب الأراضي.
طبق الأسقف عقوبات كنسية لتأمين دفع المتأخرات، فحظر قرى بأكملها عن ممارسة الشعائر الكنسية في صيف 1436. تعرض النبلاء الأقل شأنًا، ممن رفض دفع العشور، للحظر الكنسي. ومع ذلك، قاوم معظم الأقنان ورفضَ أسيادهم مساعدة الأسقف. بناءً على طلب الأسقف، أمر الملك الفويفود وكونتات المقاطعات بتحصيل العشور في أوائل سبتمبر. أصدر الملك مرسومًا يقضي بأن يُعاقَب جميع الفلاحين بدفع 12 فلورينة ذهبية، في حال لم يتمكنوا من دفع المبالغ المتأخرة في غضون شهر من حظرهم كنسيًا.

### اندلاع التمرد
نشأت الثورة من اضطرابات محلية في النصف الأول من عام 1437. اعتدى قرويون من داروك وماكو وتوري (دورولتو وماكاو وتوريا) على رئيس دير كلوج ماناستور في بوغارا في مارس. تجمع الأقنان في مقاطعة ألسو فيهير وحول ديفا في مجموعات صغيرة وهاجموا قصور النبلاء. كان الفلاحون من ألباريت وبوغاتا (بوغاتا دي سو) أول من استقر على قمة جبل بابولنا المجاور في مايو أو يونيو. كان الجبل مكانًا مثاليًا للدفاع، نظرًا لكونه محاطًا بجروف شديدة الانحدار وغابات كثيفة ومتوجًا بهضبة تبلغ مساحتها نحو 7 – 8 هكتارات (17 – 20 فدانًا). أنشأ المتمردون معسكرًا على قمة الجبل الواسعة، تنفيذًا لاستراتيجية التابوريين العسكرية.
جاء أنتال ناغي دي بودا، أحد النبلاء الأقل شأنًا، مع مجموعة من الفلاحين من ديوس وبورجانوسوبودا (ديوزو وفيشيا) إلى الجبل. وصل قائد الفلاشيين مع أشخاص من فيراغوسبيرك (فلوريستي). انضم عمال مناجم الملح من سيك وسكان فقراء من مدينة كولوزفاز إلى الفلاحين. تجمع نحو 5,000 – 6,000 رجل مسلح على الهضبة بنهاية يونيو، وفقًا لتقديرات المؤرخ لايوس ديميني.
بدأ المطران ليبيه وشقيقه نائب الفويفود في جمع قواتهما بالقرب من معسكر الفلاحين. سارع الفويفود، لاديسلاوس ساكي، إلى ترانسلفانيا، إذ كان غائبًا عنها. انضم أيضًا كونتا سيكيي، مايكل جاكس وهنري تاماسي، إلى جيشي الفويفود والأسقف الموحدان. أراد النبلاء الشباب الذين انضموا إلى الحملة شن هجوم مفاجئ على الفلاحين، لكن الأسقف اقترح تهدئة الفلاحين من خلال المفاوضات. أتاح التأخير لمثيري الشغب إكمال تحصين معسكرهم.

## المعركة الأولى والتسوية
انتخب الفلاحون أربعة مبعوثين لإبلاغ الفويفود بتظلماتهم. طلبوا منه وضع حد للانتهاكات المتعلقة بجمع العشور وإقناع الأسقف برفع الحظر الكنسي. طالبوا أيضًا بتأكيد حق الأقنان في حرية الحركة. أمر الفويفود بتعذيب مبعوثي المتمردين وإعدامهم في أواخر يونيو بدل الدخول في مفاوضات. وهاجم معسكر المتمردين على الفور، لكن الفلاحين صدوا الهجوم وحاصروا جيشه. لقي العديد من النبلاء حتفهم، خلال المعركة التي أعقبت الهجوم. نجا الأسقف ليبيه من ساحة المعركة بصعوبة.
دخل ممثلو النبلاء والمتمردون في مفاوضات في أوائل يوليو. عيّن قادة المتمردين نوابًا، بمن فيهم بال ناجي دي فايدازا، الذي نصب نفسه «حامل علم مجمَع المجريين والفلاشيين في هذا الجزء من ترانسلفانيا». يدل استخدام مصطلح «المجمع» على أن الفلاحين سعوا للاعتراف بحرياتهم كمجتمع. أكد الفلاحون على أنهم يريدون «استعادة حرياتهم التي منحهم إياها الملوك القدماء، وهي الحريات التي رُدعت بمختلف الذرائع»، لأنهم كانوا مقتنعين بأن حرياتهم قد سُجلت في أحد مواثيق عهد ملك المجر الأول، القديس ستيفن. لم يكن إيمانهم «بملكٍ خيّر» يضمن رفاهية رعاياه في «عصر ذهبي» أسطوري أمرًا غريبًا في العصور الوسطى.
توصل الطرفان إلى حل وسط وُثق في دير كلوج ماناستور في 6 يوليو. وجرى الاتفاق على خفض العشور بمقدار النصف. عُلق دفع الإيجارات والضرائب والجبايات الأخرى المستحقة لملاك الأراضي والخزانة الملكية لحين تحصيل العشور. ألغى الاتفاق ضريبة التسع ونصَّ على أن الفلاحين مطالبون فقط بدفع الإيجار لأصحاب الأرض. حُدد المبلغ السنوي للإيجار بعشر دنانير، وهو أقل بكثير منه ما قبل الثورة. اعترف النبلاء أيضًا بحق الفلاحين في حرية التنقل، والذي لا يمكن تقييده إلا إذا عجز الفلاح عن الوفاء بالتزاماته تجاه مالك الأرض. سُمح للفلاحين بعقد اجتماع سنوي في جبل بابولنا، لإبقاء سير الاتفاقية تحت المراقبة. كان يحق لمجلسهم معاقبة النبلاء الذين انتهكوا التسوية.
نصت اتفاقية كلوج ماناستور على أن «مندوبي النبلاء وسكان المملكة» يجب أن يطلبوا من سيغموند لوكسمبورغ إرسال نسخة أصلية من ميثاق ستيفن. وافق الفلاحون على تطبيق أحكام الميثاق في حال وجود تناقض بين الميثاق واتفاقية كلوج ماناستور. احتفظ الفلاحون بالحق في انتخاب مندوبين وبدء مفاوضات جديدة مع ممثلي النبلاء إن لم ينظم ميثاق ستيفن التزاماتهم تجاه مالكي الأراضي بشكل صحيح.